# فرانسيس سميريكي
فرانسيس سمريكي (بالفرنسية: Jean-Louis Gasset)‏ (من مواليد 29 يوليو 1949) هو لاعب كرة قدم فرنسي ومدرب كرة قدم سابق، من أصل بولندي.
```
فاز مع 
نادي غانغون
 بلقب 
كأس إنترتوتو
 في عام 
1996
.
```

## روابط خارجية
- فرانسيس سميريكي على موقع قاعدة بيانات كرة القدم.إي يو (الإنجليزية)
- فرانسيس سميريكي على موقع ليكيب (الفرنسية)
- فرانسيس سميريكي على موقع Soccerway.com (الإنجليزية)
- فرانسيس سميريكي على موقع عالم كرة القدم.نت (الإنجليزية)
- فرانسيس سميريكي على موقع GSA (الإنجليزية)